# Скоростная линия PATCO
Скоростна́я ли́ния ПАТКО (англ. PATCO Speedline, также просто PATCO) — линия междугороднего метрополитена, соединяющая город Филадельфия в штате Пенсильвания и округ Камден в Нью-Джерси. Управляется Транспортной корпорацией Портового управления реки Делавэр, PATCO (англ. Port Authority Transit Corporation). ПАТКО находится в числе немногих круглосуточных транспортных систем в США.

## Описание
В современном виде ПАТКО представляет из себя единственную ветку метро, связывающую центр Филадельфии и боро Линденволд в штате Нью-Джерси, пересекающую реку Делавэр по мосту Бенджамина Франклина и проходящую через город Камден на противоположном от Филадельфии берегу реки.
В Филадельфии поезда делают четыре остановки, в городе Камден — три, а оставшиеся шесть расположены в графстве Камден.

## Пересадки
Соединяя два штата, ПАТКО тесно интегрирована в транспортную сеть вокруг долины реки Делавэр:
- со стороны Пенсильвании ПАТКО связана с городским и региональным транспортом Филадельфии под управлением SEPTA. В частности, реализована пересадка на автобусы, трамваи, синюю и оранжевую ветки филадельфийского метро, а также на региональные электрички (в т.ч. следующие в аэропорт Филадельфии). Помимо этого, в непосредственной близости от станции ПАТКО располагается терминал автобусов дальнего следования (Greyhound, Megabus, и проч.)
- в Нью-Джерси доступна пересадка на ветку скоростного трамвая Ривер-Лайн, соединяющую город Камден, центр одноимённого графства, и Трентон, столицу штата, а также линию электричек Атлантик-Лайн, следующую до Атлантик-Сити на побережье Атлантического океана. Помимо этого, все станции ПАТКО в Нью-Джерси соединены с муниципальными автобусами.

#### Комментарии
1. ↑  Другие включают в себя нью-йоркский метрополитен и Железную дорогу Статен-Айленда, систему PATH, а также красную и голубую ветки чикагского метрополитена.